# سیریانوس
سیریانوس (یونانی باستان: Συριανός؛ درگذشت ۴۳۷ پس از میلاد) فیلسوف نوافلاطونی یونانی و رئیس آکادمی افلاطون در آتن بود که در سال ۴۳۱ پس از میلاد، جانشین استادش پلوتارک آتنی شد. شناخته‌شده‌ترین اثر موجود او شرحی بر متافیزیک ارسطواست. همچنین گفته می‌شود در باب در آسمان و تعبیرات ارسطو و تیمائوس افلاطون نیز نوشته است.

## زندگی
تنها اندکی از نوشته‌های سیریانوس باقی مانده که آثار برجای مانده عبارتند از:
- شرحی بر متافیزیک ارسطو.
- شرحی بر دو اثر بلاغی هرموژن.
- سخنرانی‌هایی دربارهٔ فایدروس افلاطون، حفظ شده توسط هرمیاس.

در میان آثار گم‌شده، تفسیرهایی بر در آسمان و تعبیرات ارسطو نوشت. از تفسیر پروکلس بر تیمائوس افلاطون می‌آموزیم که سیرانیوس نیز بر همین کتاب شرحی نوشته است. سیریانوس همچنین آثاری در باب الهیات اورفئوس و در باب هماهنگی اورفئوس، فیثاغورث و افلاطون با اوراکلز نوشت. تئودوروس ملیتنیوتا، در پرومیوم که دربارهٔ ستاره‌شناسی است، تفسیرهایی از سیریانوس بر نحو المجسطی نوشته بطلمیوس ذکر می‌کند. سودا چندین اثر را به سیریانوس نسبت می‌دهد، اما در واقع آثار پروکلوس است.

## فلسفه
اهمیت فلسفی سیریانوس در زمینه متافیزیک و تفسیر افلاطون نهفته است. او در بسط جزئیات نظام متافیزیکی نوافلاطونی که توسط یامبلیخوس آغاز شد و توسط پروکلوس گسترش یافت، نقش داشته است.
ارزشمندترین بقایایی که از آثار او در اختیار داریم، تفسیرهای متافیزیک ارسطو است. او در تبیین گزاره‌های ارسطو، دیدگاه‌های مکتب نوافلاطونی را در مورد موضوع مورد نظر ضمیمه می‌کند و می‌کوشد که دومی را در برابر اولی تثبیت کند. سیریانوس در تفسیر متافیزیک خود دیدگاه خود را در مورد موناد و دیاد در چند جا توضیح می‌دهد. اولی توسط یک موناد و زوج عالی دنبال می‌شود. سیریانوس موناد را مذکر و دیاد را مؤنث توصیف می‌کند. او از آموزه دو اصل کیهانی برای توضیح منشأ شر استفاده می‌کند. او وجود نظریه اشکال از چیزها را انکار می‌کند که شر یا پست هستند. دیاد به‌طور غیر مستقیم مسئول شر است. سیریانوس وجود شر را به غیریت و کثرت نسبت می‌دهد. به عقیده او دیاد مسئول مستقیم ایجاد شر است.
یکی از اصول بنیادین او این است که این یک گزاره قابل اطلاق عام است که نمی‌توان یک چیز را در آن واحد هم تأیید و هم رد کرد؛ اما این که به هر معنا که شامل صدق اعم از تأیید یا انکار یک قضیه باشد، فقط در مورد چیزهای موجود صدق می‌کند، نه در مورد آنچه ماورای گفتار و دانش است، زیرا این امر نه تأیید و نه انکار را می‌پذیرد، زیرا هر ادعایی باید نادرست باشد در مجموع، آموزه‌های مطرح‌شده در این اثر مربوط به مکتب نوافلاطونی است.

## نسخه‌های آثار
- دی. امیرا، جی. دیلون، (۲۰۰۶)، سیریانوس: دربارهٔ متافیزیک ارسطو ۱۴–۱. داکورث
- دی. امیرا، جی. دیلون، (۲۰۰۸)، سیریانوس: دربارهٔ متافیزیک ارسطو ۴–۳. داکورث